# Necrholocaust
Necrholocaust es el tercer álbum de estudio de la banda mexicana de Brutal Death Metal Disgorge y el último con el cantante y bajista Antimo Buonnano
- Datos: Q6039246